# Cotswold (race ovine)
La cotswold est une race ovine de l'ouest de l'Angleterre.

## Origine

### Étymologique
L'origine très ancienne de cette race a conduit à se poser la question de savoir qui du mouton ou des collines a donné son nom à l'autre. Harmer considère que le mot « cote » vient d'un terme biblique et signifie une bergerie, tandis que « wold » concerne un pays ouvert, défriché.

### Historique

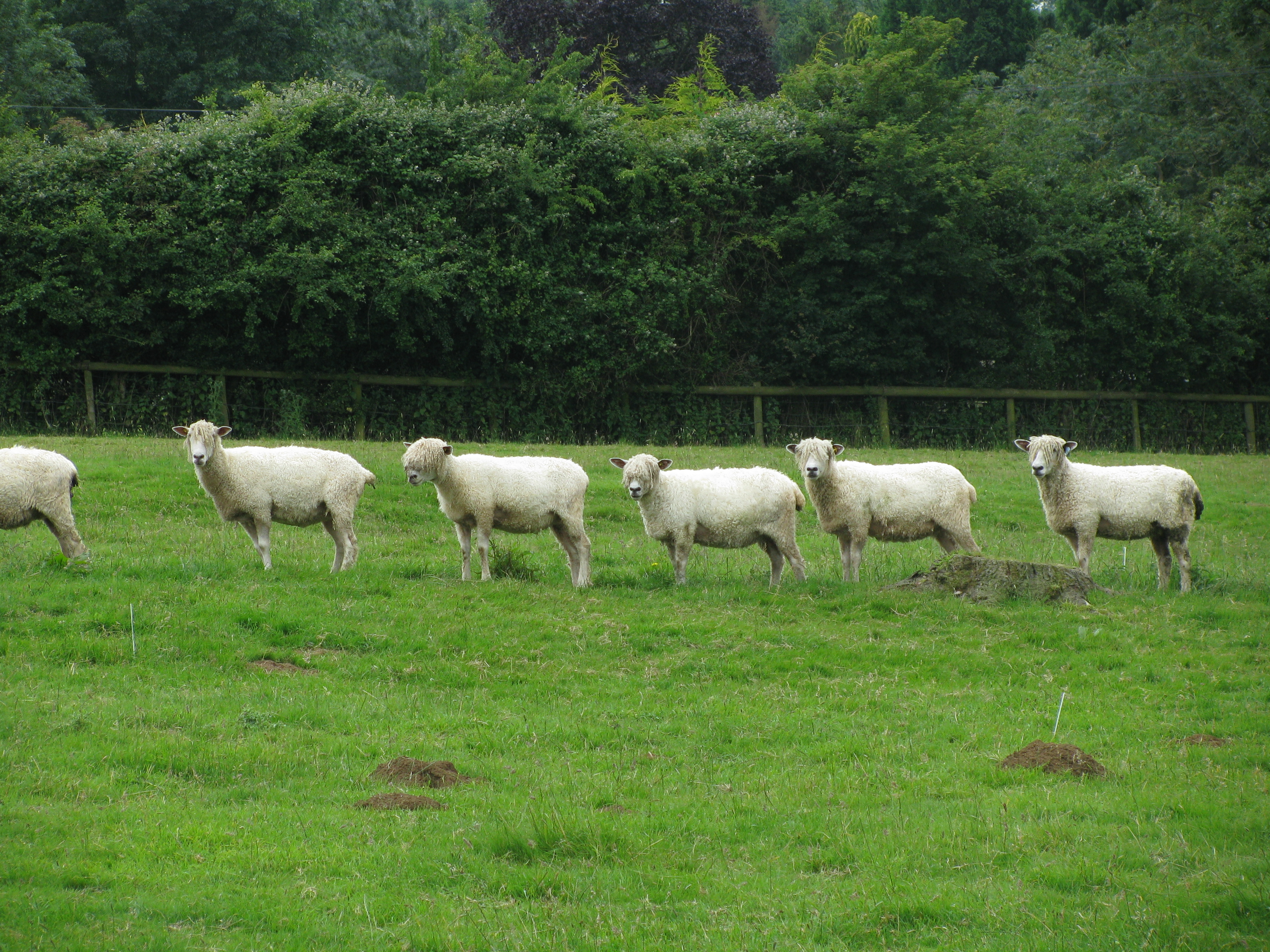
Moutons cotswold dans leur biotope originel.

Une légende attribue une origine romaine aux cotswold, allégation difficile à prouver même si l'origine est certainement très ancienne. Au Ier siècle, le commerce de vêtements de laine venus de Cirencester est florissant, comme le rapporte Tacite.
Dès le Moyen Âge, la qualité de la laine des collines de Cotswolds est attestée. Des textes relatent la fourniture de 30 000 sacs de laine à la maison du roi Édouard III. Le commerce de la laine révèle des troupeaux de grande taille et les instruments de culte en cuivre dans les églises locales proviennent de la richesse de ce commerce. De même, le commerce des moutons eux-mêmes est également signalé.
La race cotswold est améliorée au cours des XVIIIe siècle et XIXe siècle par sélection des reproducteurs et par infusion discrète et calculée de mâles de race leicester. Elle y gagne notamment en taille. Ses qualités de race lainières permettent la vente de près de 4 000 béliers par an au milieu du XIXe siècle, que ce soit pour améliorer d'autres races rustiques britanniques ou pour exportation vers les États-Unis.
La concurrence féroce entre races lainières provoque le déclin de la cotswold : elle n'est plus élevée que dans ses collines natales en 1892. L'effondrement du marché de la laine porte un autre coup à la race et les effectifs atteignent un niveau très bas au moment de la première Guerre mondiale. Depuis, la race reste menacée, mais bénéficie de moyens de préservation depuis la fin du XXe siècle. Le registre généalogique ovin, le flock book, est ouvert en 1966. Un programme de préservation est en place et l'usage de l'insémination artificielle est possible. Entre 1994 et 2012, les effectifs restent relativement stables, fluctuant entre 800  et   1 000 individus.

### Géographique
La race cotswold est issu des collines de Costswold dans le Gloucestershire, dans l'ouest de l'Angleterre.
Elle a été exportée aux États-Unis en 1832 où la population oscille entre 500  et   1 000 individus.

## Morphologie

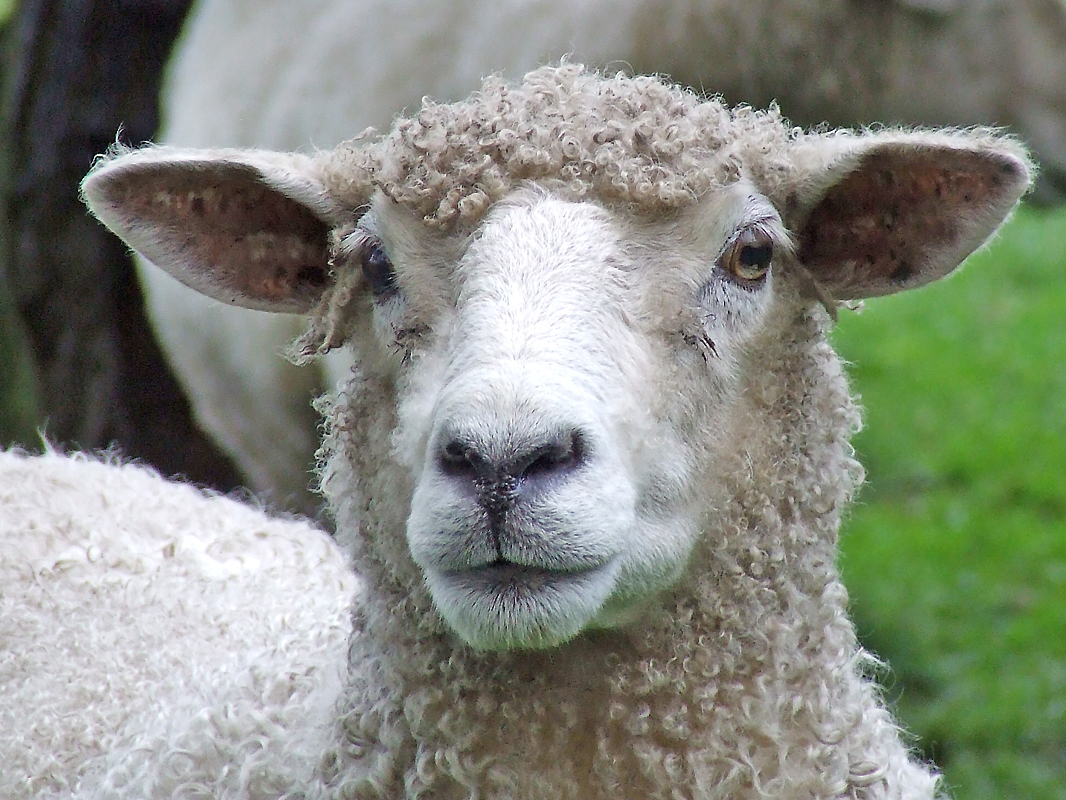
Tête caractéristique de cotswold.

Le standard de la race rédigé en 1892 par Harmer de Circencester, est toujours d'actualité.
C'est une race lainière à toison dense et longues fibres. La femelle mesure 75 cm pour 80 kg et le bélier 80 cm pour 117 kg.
La tête est large au niveau du front avec des yeux légèrement exorbités sombres, au regard doux. Le chanfrein est légèrement bombé et les joues rondes. Les oreilles longues sont portées horizontalement. Le pelage est court sur le nez, les joues et les oreilles. La présence de taches ou de la tête entière grise ou brune n'est pas rédhibitoire, en revanche, le front, pas toujours tondu court peut faire une longue frange qui couvre les yeux.
Le cou est long et musclé, arqué pour porter fièrement la tête. Les épaules sont bien musclées et les côtes arrondies donnent une poitrine profonde. La croupe est carrée grâce à des cuisses puissantes et bombées. Les pattes sont assez longues pour conférer à l'animal une silhouette haute, partiellement masquée par une toison longue avant tonte.

## Aptitudes

### Lainière

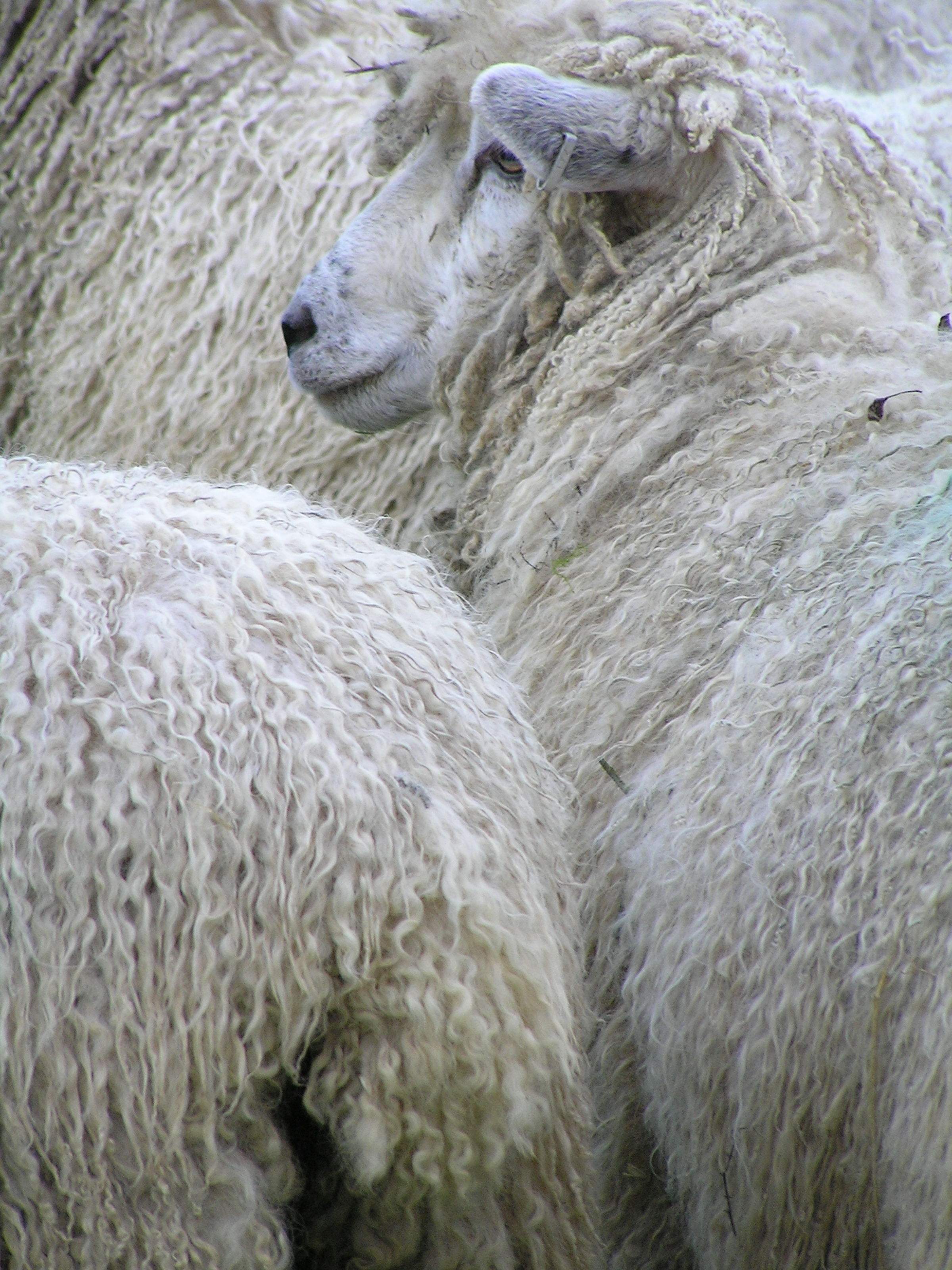
Longue laine avant la tonte.

C'est une race lainière qui fournit entre 5  et   10 kg de laine annuellement. Cette toison est reconnue pour sa finesse et la longueur de ses fibres : 15  à   20 cm de long.
La toison est constituée de longues fibres fines qui ont tendance à boucler pour prendre l'apparence de dreadlocks blancs.

### Bouchère
Depuis toujours, la viande d'agneau est un sous-produit de la laine. Les animaux sont abattus vers quatre mois pour un poids de 18  à   22 kg. La viande est savoureuse, mais l'éleveur doit être attentif à ne pas favoriser l'excès de gras. En croisement avec les races down, southdown et dorset down, les jeunes ont un potentiel de croissance supérieur.

### Croisement
Les mâles cotswold sont de bons améliorateurs de taille, d'aptitude lainière et de vitesse de croissance sur des races rustiques à plus faible productivité.

## Sources